# Evans Evans
Evans Evans, senare Evans Evans Frankenheimer, född 26 november 1932 i Bluefield, West Virginia, död 16 juni 2024 i Sherman Oaks, Los Angeles, Kalifornien, var en amerikansk skådespelerska som är mest känd för sin roll som Velma Davis i Bonnie och Clyde.
Den 13 december 1963 gifte hon sig med regissören John Frankenheimer, och äktenskapet varade fram till hans död den 6 juli 2002.

## Filmografi (urval)

### Filmer
- 1962 – Oro i kroppen – Hedy
- 1967 – Bonnie och Clyde – Velma Davis
- 1979 – Inkräktarna – cellist

### TV-serier
- 1961 – Twilight Zone – Mary Lou, 1 avsnitt
- 1961 – Krutrök – Jenny Troupe, 1 avsnitt
- 1962 – Alfred Hitchcock presenterar – Dora/Penny Sanford, 2 avsnitt
- 1969 – Mannix – Phyllis Judson Garth, 1 avsnitt

### Webbkällor
- Evans Evans på Internet Movie Database (engelska)